# 韦丘
韦丘（1923年—2012年7月12日），原名黎思强，笔名韦丘、辛远茶、白江生、唐雨墨、祝红亭、舒翔等，男，广东清远人，中国作家，中国作家协会广东分会原副主席，中国作家协会名誉委员。